# Woodwardia japonica
Woodwardia japonica là một loài thực vật có mạch trong họ Blechnaceae. Loài này được (L. f.) Sm. miêu tả khoa học đầu tiên năm 1793.